# 1772 na arte

## Nascimentos
| Data | Nome                   | Profissão                                                                | Nacionalidade    | Observações | Ref |
| ---- | ---------------------- | ------------------------------------------------------------------------ | ---------------- | ----------- | --- |
| ??   | Henrique José da Silva | pintor e primeiro director da Academia Imperial de Belas Artes do Brasil | Portugal         | m. 1834     |     |
| ??   | Vicente López Portaña  | pintor                                                                   | Armada Espanhola | m. 1850     |     |
| ??   | Louis-Philippe Crépin  | pintor                                                                   | França           | m. 1851     |     |

## Mortes
| Data | Nome | Profissão | Nacionalidade | Observações | Ref |
| ---- | ---- | --------- | ------------- | ----------- | --- |